# オケゲム (小惑星)
オケゲム (7343 Ockeghem) は小惑星帯に位置する小惑星。ベルギーの天文学者エリック・ヴァルター・エルストがヨーロッパ南天天文台で発見した。
フランドル楽派初期の指導的な作曲家、ヨハネス・オケゲムから命名された。